# Южный (Ленинск-Кузнецкий район)
Ю́жный — посёлок в Ленинск-Кузнецком районе Кемеровской области. Входит в состав Шабановского сельского поселения.

## География
Центральная часть населённого пункта расположена на высоте 252 м над уровнем моря.

## Население
| 2010 |
| ---- |
| 7    |

### Половой состав
По данным Всероссийской переписи населения 2010 года, в посёлке проживают 7 человек (3 мужчины, 4 женщины).